# Herbert Bloch
Herbert Bloch (Berlim, 18 de agosto de 1911 - 6 de setembro de 2006) foi um arqueólogo e historiador alemão que se naturalizou estadunidense. Os seus interesses variam ao longo dos vários campos de estudo. Desenvolveu significativas indagações sobre a Idade Antiga até à Idade Média, Renascimento. Teve principal enfoque no estudo sobre a História da Grécia, arqueologia e história da Roma Antiga, do monaquismo na era medieval e trabalhos que envolvessem o aprofundamento da cultura e literatura da Antiguidade clássica com a análise epigráfica das incrições antigas gravados em matérias sólidas (rochas, madeira, ossos, metal etc).

## Biografia
Nascido na Alemanha no berço de uma familia judia com um estilo de vida boémio, Herbert Bloch estudou história, arqueologia e filologia clássica na Universidade de Berlim com professores como Werner Jaeger (filólogo e historiador de filosofia grega e futuro colega em Harvard), o arqueólogo Gerhart Rodenwaldt e o medievalista e diplomatista Erich Caspar. Em Berlim, Bloch, depois de completar sete semestres, toma uma medida drástica, contrária aos desejos da sua família. Após ter lido Mein Kampf de Adolf Hitler, abandonou a Alemanha e decidiu prosseguir os seus estudos na Universidade de Roma. Nela, tirou o doutoramento em história romana em 1935 e recebeu o "Diploma di perfezionamento" em 1937. Entre 1933 e 1936 Bloch foi professor assistente de Gaetano De Sanctis. O seu irmão mais novo teria permanecido na Alemanha, uma escolha que provaria fatal, pois foi enviado para o Auschwitz-Birkenau em 1943, tendo sido uma das vítimas do Holocausto..
Em 1938, Italo Gismondi, Giovanni Becatti, entre outros, fizeram parte do grupo de escavação no local da Ostia Antica, que foi um significante impulso para a posterior descoberta das ruínas romanas na Italia, assim como no outro lado do mar, que esteve relacionado com a retórica da política imperialista de Benito Mussolini. Os resultados dessas experiências, podem ter sido benefíciados pelos primeiros estudos na indústria da construção civil do qual era uma profundo conhecedor.
Toda esta situação, viria a mudar radicalmente pouco depois, com a entrada em vigor das leis raciais fascistas na Itália. Então, Bloch emigrou para os Estados Unidos em 1939 onde teria a sua última versão na sua ininterrupta carreira, pois passou a ensinar em Harvard por mais de quarenta anos.
Herbert foi membro do Instituto de Estudos Avançados de Princeton, em New Jersey (1953-54), foi professor da escola de estudos da antiguidade na American Academy in Rome (1957-59), administrador da Loeb Classical Library (1964-73), Senior Fellow da Harvard Society of Fellows (1964-79). Atuou como presidente da American Philological Association (1968/69) e de Fellows da Medieval Academy of America (1990-93). Foi membro da Academia de Artes e Ciências dos Estados Unidos, da American Philosophical Society, da Academia Pontifical Romana de Arqueologia (desde 1990), do Instituto Arqueológico Alemão, foi o Zentraldirektion do Monumenta Germaniae Historica e recebeu o prémio "Cultori di Roma" em 1999.
Herbert Bloch faleceu a 6 de setembro de 2006 em Cambridge, Massachusetts.